# Nazionale femminile di calcio del Brasile
La nazionale di calcio femminile del Brasile  è la rappresentativa calcistica femminile internazionale del Brasile, gestita dalla locale federazione calcistica (CBF).
In base alla classifica emessa dalla FIFA il 13 dicembre 2024, la nazionale femminile occupa il 7º posto del FIFA/Coca-Cola Women's World Ranking.
Come membro del CONMEBOL partecipa a vari tornei di calcio internazionali, come al Campionato mondiale FIFA, la Copa América Femenina, ai Giochi olimpici estivi e ai tornei a invito come il Torneio Internacional de Futebol Feminino, l'Algarve Cup o la Cyprus Cup. È la nazionale di calcio femminile sudamericana più titolata. Ha vinto nove volte il Campionato sudamericano femminile, ha ottenuto un secondo posto al Mondiale (nel 2007), due secondi posti alle Olimpiadi (nel 2004 e nel 2008) ed un secondo posto all'Algarve Cup (nel 2016).

## Storia

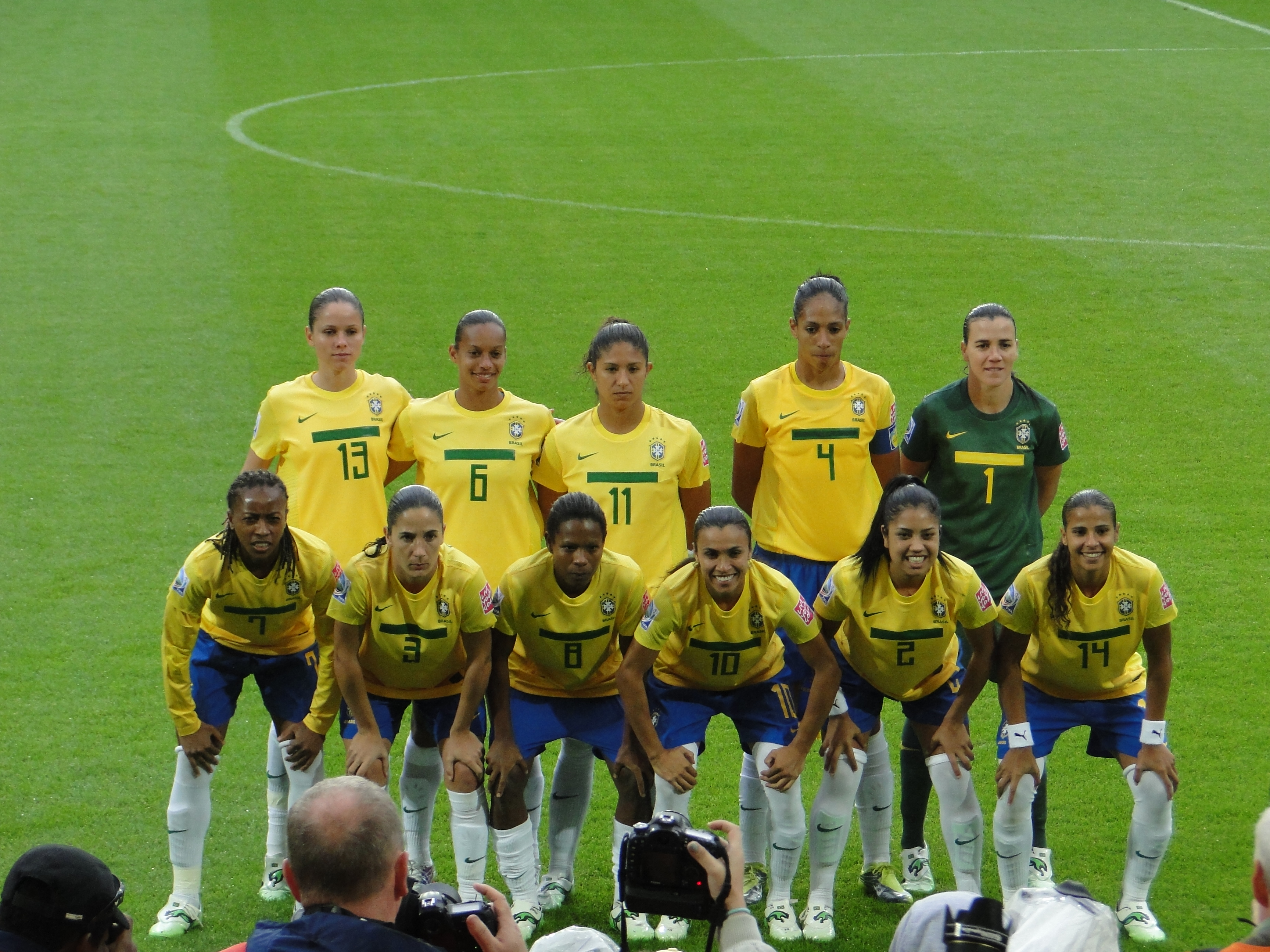
Formazione del Brasile scesa in campo contro la nella fase a gironi del campionato mondiale 2011.

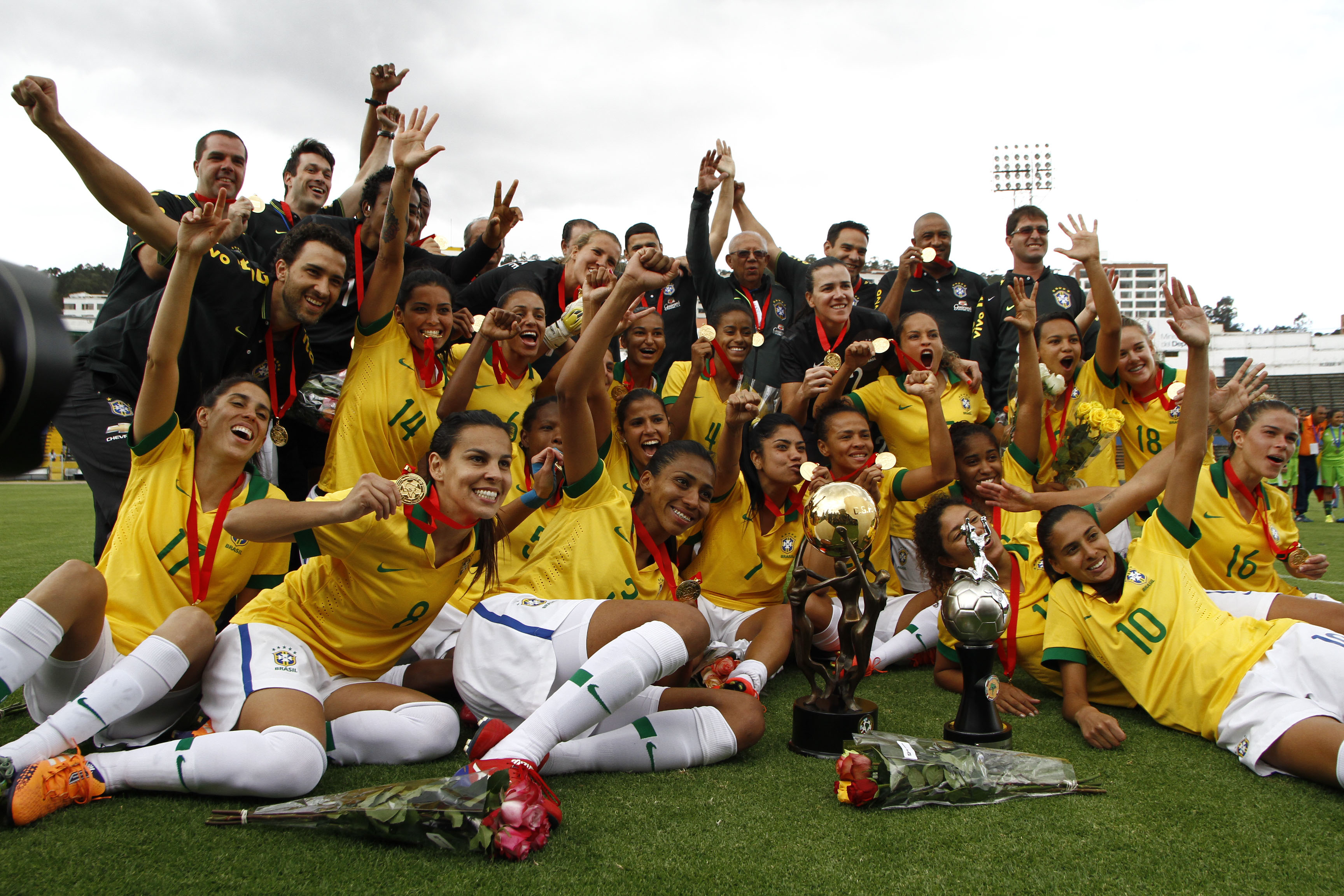
La nazionale brasiliana festeggia la vittoria del campionato sudamericano 2014.

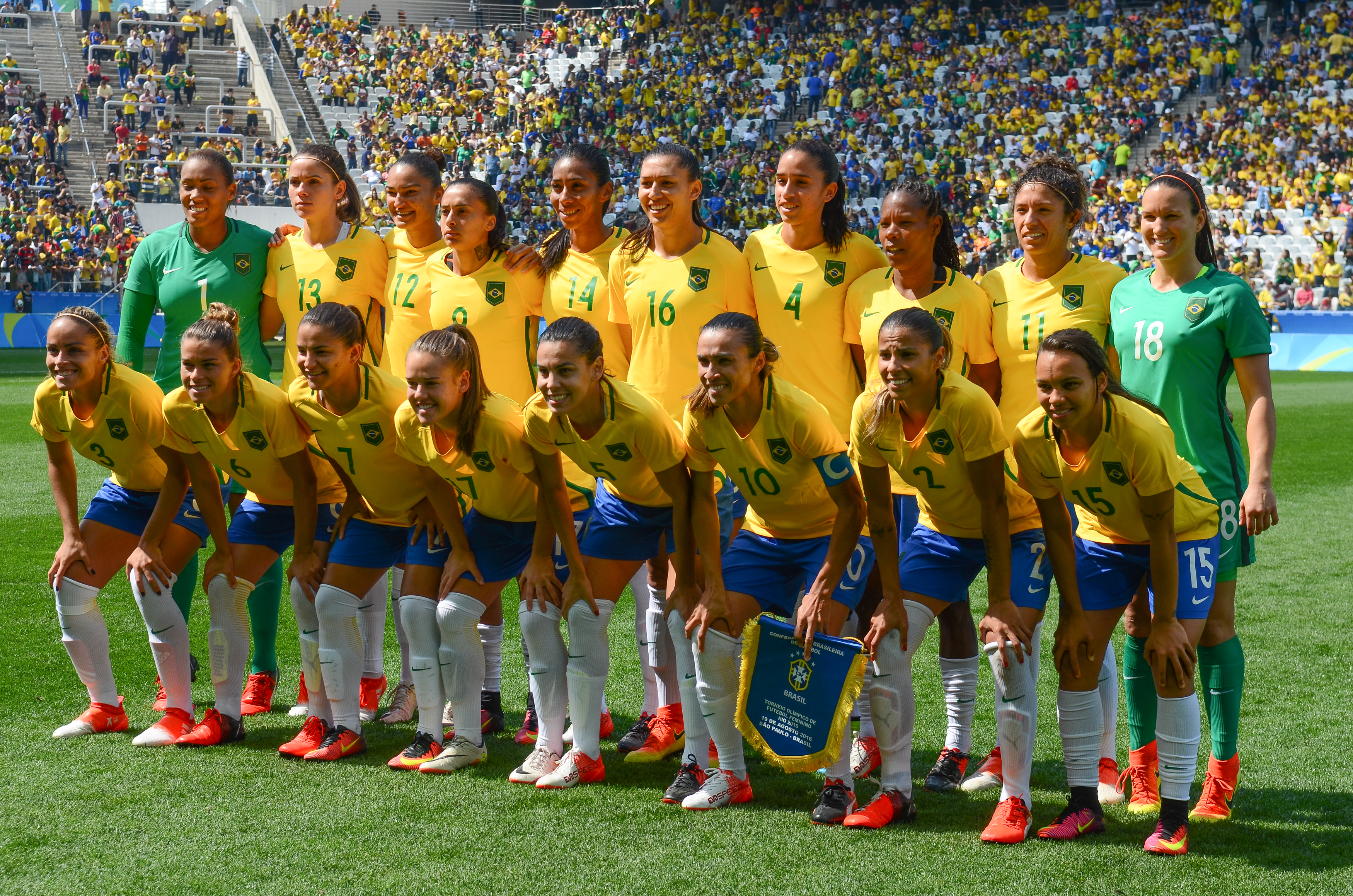
Formazione del Brasile scesa in campo per la finale per il terzo posto ai Giochi olimpici del 2016.

La prima partita internazionale della nazionale brasiliana venne disputata il 22 luglio 1986 a Jesolo, in Italia, in occasione dell'edizione 1986 del Mundialito, un torneo a invito precursore del campionato mondiale, contro la nazionale statunitense. La partita si concluse per 2-1 a favore delle statunitensi. Nel 1988 la nazionale brasiliana venne invitata a partecipare al FIFA Women's Invitation Tournament, un torneo internazionale a inviti organizzato dalla stessa FIFA. Il Brasile concluse il torneo al terzo posto, avendo superato la Cina dopo i tiri di rigore nella finalina, e due sue calciatrici, Roseli e Cebola, vennero inserite nella squadra del torneo.
Nel 1991 la nazionale brasiliana vinse la prima edizione del campionato sudamericano, guadagnando anche l'accesso alla prima edizione del campionato mondiale che si tenne nello stesso anno in Cina. Sorteggiato nel gruppo B assieme a Stati Uniti, Svezia e Giappone, il Brasile concluse al terzo posto, mancando così l'accesso alla fase a eliminazione diretta, ma conquistando all'esordio la sua prima vittoria al torneo, superando la nazionale giapponese con la sola rete di Elane. Concluso il campionato, la nazionale rimase inattiva per quasi quattro anni, tornando a disputare partite internazionali nel 1995 in occasione del campionato sudamericano. Vinto il campionato per la seconda edizione di fila con relativa facilità, avendo realizzato 42 reti e subendone una sola nelle quattro partite del girone preliminare, e superando l'Argentina in finale, il Brasile guadagnò l'accesso alla seconda edizione del campionato mondiale. L'edizione 1995 si disputò in Svezia e vide le verdeoro inserite nel girone A con Germania, Svezia e Giappone: nonostante la vittoria all'esordio sulle padrone di casa, il Brasile concluse all'ultimo posto perché in svantaggio nello scontro diretto con le nipponiche con le quali aveva chiuso a pari punti, concludendo così la sua avventura nella fase a gironi. Nel 1996 il Brasile fu tra le nazionali che parteciparono per la prima volta al torneo di calcio femminile dei Giochi della XXVI Olimpiade, tenutisi ad Atlanta, negli Stati Uniti. Superata la fase a gironi, le brasiliane vennero sconfitte in semifinale dalla Cina e, successivamente, nella finale per il terzo posto dalla Norvegia, concludendo al quarto posto ai piedi del podio olimpico. Nel 1998 confermò il suo dominio continentale, vincendo per la terza edizione di fila il campionato sudamericano, ottenendo nella fase a gironi due delle vittorie più larghe della sua storia (15-0 al Perù, 14-0 al Venezuela e 12-1 alla Colombia), e superando l'Argentina in finale per 7-1. La successiva partecipazione al campionato mondiale 1999, disputatosi negli Stati Uniti, portò il primo podio per il Brasile. Sorteggiata nel girone B con Germania, Italia e Messico, la nazionale verdeoro concluse al primo posto grazie alle vittorie su Italia e Messico e al pareggio con la Germania. Nella fase a eliminazione diretta arrivò la vittoria nei quarti di finale contro la Nigeria per 4-3 grazie al golden goal realizzato da Sissi, seguita dalla sconfitta in semifinale contro le padrone di casa degli Stati Uniti per 2-0. Nella finale per il terzo posto il Brasile superò la Norvegia dopo i tiri di rigore, essendo i tempi regolamentari terminati a reti inviolate.
Nel 2000 il Brasile venne invitato a partecipare alla quinta edizione del campionato continentale CONCACAF, che concluse al secondo posto finale dietro agli Stati Uniti. Nello stesso anno il Brasile partecipò al torneo di calcio femminile dei Giochi della XXVII Olimpiade, tenutisi a Sydney, in Australia, concludendo il torneo nuovamente al quarto posto, dopo la sconfitta nella finalina contro la Germania. Vinto per la quarta volta di fila il campionato sudamericano, il Brasile arrivò al campionato mondiale 2003 tra le favorite: superato senza problemi e da primo classificato il girone preliminare, venne eliminato nei quarti di finale dalla Svezia. Nel 2004 arrivò per il Brasile la prima medaglia olimpica, quella d'argento, grazie al secondo posto conquistato nel torneo di calcio femminile dei Giochi della XXVIII Olimpiade, tenutisi ad Atene, in Grecia. Superata la fase a gironi come seconda classificata, la nazionale brasiliana superò nei quarti di finale il Messico e in semifinale la Svezia, venendo però sconfitta in finale dalla nazionale statunitense per 2-1 dopo i tempi supplementari.
Nel 2006 la Seleção mancò l'appuntamento con la quinta vittoria consecutiva nel campionato sudamericano, venendo superata dall'Argentina nel girone finale del torneo, ma guadagnando lo stesso l'accesso alla fase finale del campionato mondiale 2007 grazie ai due posti assegnati alla CONMEBOL. Al mondiale il Brasile venne sorteggiato nel girone D con Cina, Danimarca e Nuova Zelanda, vinse il girone a punteggio pieno e con 10 reti realizzate e nessuna subita. Nella fase a eliminazione diretta raggiunse la finale del torneo, superando nei quarti l'Australia e in semifinale gli Stati Uniti con un netto 4-0 e con Marta protagonista della serata con una doppietta. La finale del campionato mondiale venne disputata il 30 settembre 2007 allo Hongkou Stadium di Shanghai e vide le brasiliane sfidare la Germania, campione in carica. Dopo che il primo tempo si era chiuso a reti inviolate, la ripresa regalò le principali emozioni della partita con la Germania che passò in vantaggio con Birgit Prinz all'inizio della ripresa; successivamente, il Brasile ottenne un calcio di rigore, ma il portiere tedesco Nadine Angerer, nominata poi giocatrice della partita, parò il rigore calciato da Marta. Il raddoppio della Germania arrivò a pochi minuti dal termine della partita, che si chiuse sul 2-0, consegnando la coppa alle tedesche e la medaglia d'argento alle brasiliane. Marta vinse sia la scarpa d'oro come miglior marcatrice sia il pallone d'oro come migliore calciatrice del torneo. L'alto livello raggiunto dal calcio femminile brasiliano venne confermato l'anno dopo nel 2008 in occasione del torneo di calcio femminile dei Giochi della XXIX Olimpiade, tenutisi a Pechino, in Cina, con la conquista da parte della Seleção della medaglia d'argento olimpica per la seconda edizione consecutiva. Il percorso delle verdeoro partì con la vittoria del girone preliminare e la successiva eliminazione prima della Norvegia e poi della Germania, affrontando in finale gli Stati Uniti e venendo nuovamente sconfitte nei tempi supplementari.
Nel 2010 il Brasile tornò a vincere il campionato sudamericano, vincendo tutte le partite e con Marta e Cristiane migliori marcatrici del torneo. L'anno dopo il Brasile disputò il campionato mondiale in Germania: sorteggiato nel girone D con Australia, Norvegia e Guinea Equatoriale, vinse il girone a punteggio pieno e, anche in questa edizione, senza subire alcuna rete. Nei quarti di finale affrontò gli Stati Uniti e venne eliminato dal torneo ai tiri di rigore, dopo che anche i tempi supplementari si erano chiusi in parità sul 2-2 grazie alla rete realizzata dalla statunitense Abby Wambach nel minuti di recupero del secondo tempo supplementare. La partecipazione ai giochi olimpici del 2012 si concluse nei quarti di finale con la sconfitta per 2-0 contro il Giappone. Grazie al sesto campionato sudamericano nell'edizione 2014 la nazionale verdeoro approdò al campionato mondiale 2015 in Canada. Superata la fase a girone, ancora una volta con tre vittorie su tre e zero reti al passivo, le brasiliane vennero subito estromesse dalla fase a eliminazione diretta dalla sconfitta negli ottavi di finale contro l'Australia.
Nel 2015, in vista dei giochi olimpici del 2016 la federazione brasiliana, volendo puntare all'oro olimpico, decise di istituire una selezione nazionale permanente (seleção permanente), sullo stile della nazionale statunitense. Vennero identificate 27 calciatrici che si sarebbero dovute dedicare solamente alla nazionale, ricevendo uno stipendio base da parte della federazione, con la possibilità di incrementarlo per le calciatrici di maggior fama internazionale. Nel 2016 il Brasile partecipò al torneo di calcio femminile dei Giochi della XXXI Olimpiade da padrone di casa, essendo i giochi ospitati da Rio de Janeiro. Superata la fase a gironi, la nazionale verdeoro nei quarti di finale si prese la rivincita sull'Australia, eliminandola dopo i tiri di rigore. In semifinale, al contrario, subì la sorte opposta, venendo eliminata dalla Svezia proprio dopo i tiri di rigore e perdendo, in seguito, anche la finale per il terzo posto dal Canada, rimanendo ancora una volta ai piedi del podio olimpico. Terminati i giochi olimpici, si concluse anche l'esperimento della seleção permanente. Nel 2018 la Seleção vinse la sua settima edizione del campionato sudamericano, conquistando l'accesso al campionato mondiale 2019.

## Partecipazione ai tornei internazionali
Legenda: Grassetto: Risultato migliore, Corsivo: Mancate partecipazioni

## Selezionatori
- 1986-1988:  João Souza Varella
- 1991:  Édson Luís Antunes
- 1991:  Fernando Pires
- 1995:  Ademar Fonseca
- 1996:  José Duarte
- 1999:  Wilsinho
- 2003:  Paulo Gonçalves
- 2004:  René Simões
- 2004-2006:  Luiz Antônio
- 2006-2008:  Jorge Barcellos
- 2008-2011:  Kleiton Lima
- 2011-2012:  Jorge Barcellos
- 2012-2014:  Márcio Oliveira
- 2014-2016:  Vadão
- 2016-2017:  Emily Lima
- 2017-2019:  Vadão
- 2019-2023:  Pia Sundhage
- 2023-:  Arthur Elias

## Palmarès
- Copa América Femenina: 8

1991, 1995, 1998, 2003, 2010, 2014, 2018, 2022
- Argento olimpico: 3

2004, 2008, 2024
- Giochi panamericani: 3

2003, 2007, 2015
- Torneio Internacional de Futebol Feminino: 8

200, 2011, 2012, 2013, 2014, 2015, 2016, 2021

## Tutte le rose

### Campionato mondiale
Coppa del Mondo FIFA 19911 Meg, 2 Rosa Lima, 3 Marisa, 4 Elane, 5 Marcinha, 6 Fanta, 7 Pelézinha, 8 Solange, 9 Adriana, 10 Roseli, 11 Cenira, 12 Miriam, 13 Marcia Taffarel, 14 Nalvinha, 15 Pretinha, 16 Doralice, 17 Rosangela Rocha, 18 Maria Lucia Lima, CT: Pires
Coppa del Mondo FIFA 19951 Meg, 2 Valeria, 3 Elane, 4 Solange, 5 Leda Maria, 6 Fanta, 7 Pretinha, 8 Cenira, 9 Michael Jackson, 10 Sissi, 11 Roseli, 12 Eliane, 13 Nenê, 14 Márcia Taffarel, 15 Nalvinha, 16 Formiga, 17 Yara, 18 Kátia, 19 Suzy, 20 Tânia, CT: Ademar Fonseca
Coppa del Mondo FIFA 19991 Maravilha, 2 Nenê, 3 Elane, 4 Tânia, 5 Cidinha, 6 Juliana, 7 Maycon, 8 Formiga, 9 Kátia, 10 Sissi, 11 Suzana, 12 Andréia, 13 Fanta, 14 Grazielle, 15 Raquel, 16 Marisa, 17 Pretinha, 18 Priscila, 19 Valeria, 20 Deva, CT: De Olivier Rica
Coppa del Mondo FIFA 20031 Andréia, 2 Simone, 3 Juliana, 4 Tania, 5 Renata Costa, 6 Michele, 7 Formiga, 8 Rafaela, 9 Kelly, 10 Marta, 11 Cristiane, 12 Giselle, 13 Mônica, 14 Rosana, 15 Renata Diniz, 16 Maycon, 17 Kátia, 18 Daniela, 19 Priscila, 20 Milene, CT: Gonçalves
Coppa del Mondo FIFA 20071 Andréia, 2 Elaine, 3 Aline, 4 Tânia, 5 Renata Costa, 6 Rosana, 7 Daniela, 8 Formiga, 9 Maycon, 10 Marta, 11 Cristiane, 12 Bárbara, 13 Mônica, 14 Grazielle, 15 Kátia, 16 Simone, 17 Daiane, 18 Pretinha, 19 Michele, 20 Ester, 21 Thaís, CT: Lima
Coppa del Mondo FIFA 20111 Andréia, 2 Maurine, 3 Daiane, 4 Aline, 5 Renata Costa, 6 Rosana, 7 Ester, 8 Formiga, 9 Beatriz, 10 Marta, 11 Cristiane, 12 Bárbara, 13 Érika, 14 Fabiana, 15 Francielle, 16 Elaine, 17 Daniele, 18 Thaís Guedes, 19 Grazielle, 20 Roseane, 21 Thaís, CT: Lima
Coppa del Mondo FIFA 20151 Luciana, 2 Fabiana, 3 Mônica, 4 Rafinha, 5 Andressa, 6 Tamires, 7 Bia, 8 Thaisa, 9 Andressa Alves, 10 Marta, 11 Cristiane, 12 Bárbara, 13 Poliana, 14 Géssica, 15 Tayla, 16 Rafaelle, 17 Rosana, 18 Raquel, 19 Maurine, 20 Formiga, 21 Gabi Zanotti, 22 Darlene, 23 Letícia, CT: Vadão
Coppa del Mondo FIFA 20191 Bárbara, 2 Poliana, 3 Daiane, 4 Tayla, 5 Thaisa, 6 Tamires, 7 Andressa Alves, 8 Formiga, 9 Debinha, 10 Marta, 11 Cristiane, 12 Aline, 13 Letícia Santos, 14 Kathellen, 15 Camila, 16 Bia Zaneratto, 17 Andressinha, 18 Luana, 19 Ludmila, 20 Raquel, 21 Mônica, 22 Letícia Izidoro, 23 Geyse, CT: Vadão
Coppa del Mondo FIFA 20231 Bárbara, 2 Antônia, 3 Kathellen, 4 Rafaelle, 5 Luana, 6 Tamires, 7 Andressa, 8 Ana Vitória, 9 Debinha, 10 Marta, 11 Adriana, 12 Letícia Izidoro, 13 Bruninha, 14 Lauren, 15 Duda Sampaio, 16 Bia Zaneratto, 17 Ary Borges, 18 Geyse, 19 Mônica, 20 Angelina, 21 Kerolin, 22 Camila Gomes, 23 Gabi Nunes, CT: Sundhage

### Giochi olimpici
Calcio ai Giochi Olimpici Estivi 19961 Meg, 2 Nenê, 3 Suzy, 4 Fanta, 5 Márcia Taffarel, 6 Elane, 7 Pretinha, 8 Formiga, 9 Michael Jackson, 10 Sissi, 11 Roseli, 12 Didi, 13 Marisa, 14 Tânia, 15 Nilda, 16 Sônia, 18 Leda Maria, 19 Kátia, CT: Duarte
Calcio ai Giochi Olimpici Estivi 20001 Andréia, 2 Nenê, 3 Juliana, 4 Mônica, 5 Daniela, 6 Tânia Maranhão, 7 Formiga, 8 Cidinha, 9 Kátia, 10 Sissi, 11 Roseli, 12 Maravilha, 13 Maycon, 14 Raquel, 15 Simone, 16 Rosana, 17 Suzana, 18 Pretinha, CT: Duarte
Calcio ai Giochi Olimpici Estivi 20041 Maravilha, 2 Grazielle, 3 Mônica, 4 Tânia, 5 Juliana, 6 Renata Costa, 7 Formiga, 8 Daniela, 9 Pretinha, 10 Marta, 11 Rosana, 12 Cristiane, 13 Aline, 14 Elaine, 15 Maycon, 17 Roseli, 18 Andréia, 21 Dayane, CT: Simões
Calcio ai Giochi Olimpici Estivi 20081 Andréia, 2 Simone, 3 Andréia Rosa, 4 Tânia, 5 Renata Costa, 6 Maycon, 7 Daniela, 8 Formiga, 9 Ester, 10 Marta, 11 Cristiane, 12 Bárbara, 13 Francielle, 14 Pretinha, 15 Fabiana, 16 Érika, 17 Maurine, 18 Rosana, CT: Barcellos
Calcio ai Giochi Olimpici Estivi 20121 Andréia, 2 Fabiana, 3 Daiane, 4 Aline, 5 Érika, 6 Maurine, 7 Ester, 8 Formiga, 9 Thaís Guedes, 10 Marta, 11 Cristiane, 12 Rosana, 13 Francielle, 14 Bruna, 15 Danielli, 16 Renata Costa, 17 Grazielle, 18 Bárbara, CT: Barcellos
Calcio ai Giochi Olimpici Estivi 20161 Bárbara, 2 Fabiana, 3 Mônica, 4 Rafaelle, 5 Thaisa, 6 Tamires, 7 Debinha, 8 Formiga, 9 Andressa Alves, 10 Marta, 11 Cristiane, 12 Poliana, 13 Érika, 14 Bruna, 15 Raquel Fernandes, 16 Beatriz, 17 Andressa, 18 Aline, CT: Vadão
Calcio ai Giochi Olimpici Estivi 20201 Bárbara, 2 Poliana, 3 Érika, 4 Rafaelle, 5 Bianchi, 6 Tamires, 7 Duda, 8 Formiga, 9 Debinha, 10 Marta, 11 Angelina, 12 Ludmila, 13 Bruna, 14 Jucinara, 15 Geyse, 16 Bia Zaneratto, 17 Andressinha, 18 Letícia, 19 Santos, 20 Giovana, 21 Andressa Alves, 22 Aline, CT: Sundhage
Calcio ai Giochi Olimpici Estivi 20241 Lorena, 2 Antônia, 3 Tarciane, 4 Rafaelle, 5 Duda Sampaio, 6 Tamires, 7 Kerolin, 8 Yaya, 9 Adriana, 10 Marta, 11 Jheniffer, 12 Tainá, 13 Yasmin, 14 Ludmila, 15 Thaís, 16 Gabi Nunes, 17 Ana Vitória, 18 Gabi Portilho, CT: Elias

### Copa América Femenina
Copa América Femenina 20141 Luciana, 2 Fabiana, 3 Bruna Soares, 4 Tayla, 5 Formiga, 6 Rilany, 7 Maurine, 8 Thaisa, 9 Chu, 10 Andressa Alves, 11 Cristiane, 12 Thaís, 13 Poliana, 14 Calan, 15 Mônica, 16 Tamires, 17 Bia, 18 Andressinha, 19 Darlene, 20 Giovânia, 21 Raquel, 22 Andréia, CT: Vadão
Copa América Femenina 20181 Bárbara, 2 Millene Karine, 3 Daiane, 4 Rafaelle, 5 Thaisa, 6 Tamires, 7 Andressa Alves, 8 Formiga, 9 Debinha, 10 Marta, 11 Cristiane, 12 Aline, 13 Rilany, 14 Poliana, 15 Érika, 16 Bia Zaneratto, 17 Andressinha, 18 Thaís, 19 Aline Milene, 20 Letícia Izidoro, 21 Mônica, 22 Raquel, CT: Vadão
Copa América Femenina 20221 Lorena, 2 Letícia, 3 Kathellen, 4 Rafaelle, 5 Duda Santos, 6 Tamires, 7 Gabi Portilho, 8 Angelina, 9 Debinha, 10 Duda, 11 Adriana, 12 Natascha, 13 Antônia, 14 Duda Sampaio, 15 Tainara, 16 Bia Zaneratto, 17 Ary, 18 Geyse, 19 Gio, 20 Fernanda, 21 Kerolin, 22 Luciana, 23 Luana, CT: Sundhage
Copa América Femenina 20251 Lorena, 2 Antônia, 3 Tarciane, 4 Kaká, 5 Duda Sampaio, 6 Yasmin, 7 Kerolin, 8 Angelina, 9 Gutierres, 10 Marta, 11 Gio Garbelini, 12 Camila, 13 Fê Palermo, 14 Cláudia, 15 Ary, 16 Dutra, 17 Yaya, 18 Gabi Portilho, 19 Jhonson, 20 Mariza, 21 Dudinha, 22 Luany, 23 Haas, CT: Elias

## Rosa
Lista delle 18 giocatrici convocate dal selezionatore Arthur Elias per il torneo femminile di calcio ai Giochi della XXXIII Olimpiade, in programma dal 24 luglio al 9 agosto 2024. A queste si aggiungono Luciana, Lauren, Angelina e Priscila, indicate come riserve. Presenze e reti al momento delle convocazioni.
| N. | Pos. | Giocatore      | Data nascita (età)         | Pres. | Reti | Squadra                |
| -- | ---- | -------------- | -------------------------- | ----- | ---- | ---------------------- |
| 1  | P    | Lorena         | 6 maggio 1997 (27 anni)    | 22    | 0    | Grêmio                 |
| 2  | D    | Antônia        | 26 aprile 1994 (30 anni)   | 40    | 1    | Svincolata             |
| 3  | D    | Tarciane       | 27 maggio 2003 (21 anni)   | 7     | 1    | Houston Dash           |
| 4  | D    | Rafaelle       | 18 giugno 1991 (33 anni)   | 94    | 9    | Orlando Pride          |
| 5  | C    | Duda Sampaio   | 18 maggio 2001 (23 anni)   | 19    | 2    | Corinthians            |
| 6  | D    | Tamires        | 10 ottobre 1987 (36 anni)  | 148   | 7    | Corinthians            |
| 7  | A    | Kerolin        | 17 novembre 1999 (24 anni) | 37    | 5    | North Carolina Courage |
| 8  | C    | Vitória Yaya   | 23 gennaio 2002 (22 anni)  | 7     | 1    | Corinthians            |
| 9  | A    | Adriana        | 17 novembre 1996 (27 anni) | 56    | 13   | Orlando Pride          |
| 10 | A    | Marta          | 19 febbraio 1986 (38 anni) | 186   | 116  | Orlando Pride          |
| 11 | A    | Jheniffer      | 6 novembre 2001 (22 anni)  | 1     | 0    | Corinthians            |
| 12 | P    | Tainá          | 1º maggio 1995 (29 anni)   | 1     | 0    | América-MG             |
| 13 | D    | Yasmin         | 28 ottobre 1996 (27 anni)  | 13    | 3    | Corinthians            |
| 14 | A    | Ludmila        | 1º dicembre 1994 (29 anni) | 47    | 6    | Svincolata             |
| 15 | D    | Thaís Ferreira | 1º maggio 1996 (28 anni)   | 10    | 0    | Granadilla Tenerife    |
| 16 | A    | Gabi Nunes     | 10 marzo 1997 (27 anni)    | 32    | 7    | Levante                |
| 17 | C    | Ana Vitória    | 6 marzo 2000 (24 anni)     | 17    | 2    | Atlético Madrid        |
| 18 | A    | Gabi Portilho  | 18 luglio 1995 (29 anni)   | 20    | 1    | Corinthians            |

## Record individuali
Dati aggiornati al 4 maggio 2019.

### Record presenze

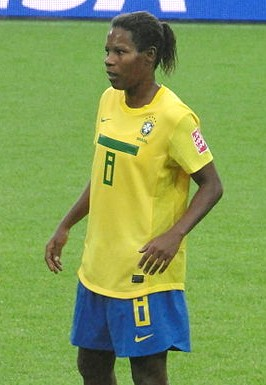
Formiga, primatista di presenze in nazionale.

|    | Nome             | Presenze | Reti | Anni      |
| -- | ---------------- | -------- | ---- | --------- |
| 1  | Formiga          | 167      | 25   | 1995-     |
| 2  | Cristiane        | 135      | 90   | 2003-     |
| 3  | Marta            | 129      | 110  | 2003-     |
| 4  | Rosana           | 114      | 17   | 2000-2017 |
| 5  | Andréia Suntaque | 96       | 0    | 1999-2015 |
| 6  | Fabiana          | 82       | 7    | 2006-     |
| 7  | Tânia Maranhão   | 81       | 0    | 1995-2011 |
| 8  | Renata Costa     | 78       | 8    | 2003-2012 |
| 9  | Maycon           | 77       | 5    | 1998-2011 |
| 10 | Tamires          | 72       | 4    | 2013-     |

### Record reti

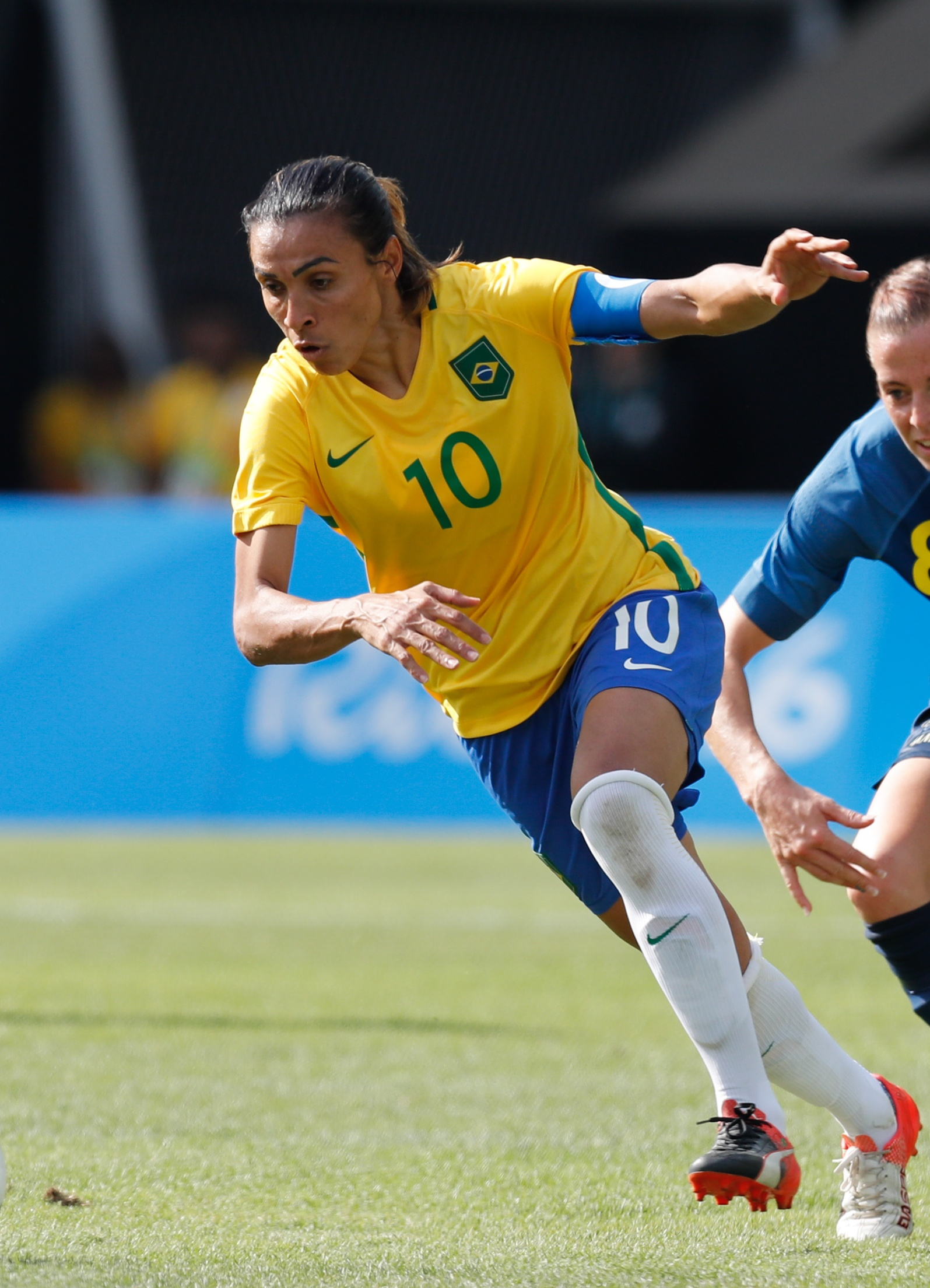
Marta, primatista di reti in nazionale.

|    | Nome           | Reti | Presenze | Media | Anni      |
| -- | -------------- | ---- | -------- | ----- | --------- |
| 1  | Marta          | 110  | 129      | 0,90  | 2003-     |
| 2  | Cristiane      | 90   | 135      | 0,67  | 2003-     |
| 3  | Pretinha       | 41   | 67       | 0,62  | 1991-2014 |
| 4  | Roseli         | 35   | 45       | 0,78  | 1988-2004 |
| 5  | Sissi          | 30   | 47       | 0,64  | 1988-2000 |
| 6  | Kátia Cilene   | 25   | 47       | 0,54  | 1995-2007 |
| 6  | Formiga        | 25   | 167      | 0,114 | 1995-     |
| 7  | Debinha        | 21   | 58       | 0,36  | 2011-     |
| 8  | Daniela Alves  | 18   | 57       | 0,32  | 1999-2008 |
| 9  | Rosana         | 17   | 114      | 0,15  | 2000-2017 |
| 10 | Andressa Alves | 16   | 67       | 0,23  | 2012-     |

## Risultati con le altre nazionali
Aggiornato al 24 giugno 2016. Sono incluse solo le partite contro le nazionali A.
| Nations            | Anno prima partita | G  | V  | N | P  | GF | GS | GD  | Confederazione |
| ------------------ | ------------------ | -- | -- | - | -- | -- | -- | --- | -------------- |
| Argentina          | 1995               | 12 | 9  | 1 | 2  | 40 | 9  | +31 | CONMEBOL       |
| Australia          | 1988               | 13 | 8  | 0 | 5  | 20 | 13 | +7  | AFC            |
| Bolivia            | 1995               | 3  | 3  | 0 | 0  | 27 | 1  | +26 | CONMEBOL       |
| Camerun            | 2012               | 1  | 1  | 0 | 0  | 5  | 0  | +5  | CAF            |
| Canada             | 1996               | 18 | 8  | 6 | 4  | 32 | 18 | +14 | CONCACAF       |
| Cile               | 1991               | 10 | 10 | 0 | 0  | 41 | 4  | +37 | CONMEBOL       |
| Cina               | 1986               | 10 | 5  | 4 | 1  | 20 | 7  | +13 | AFC            |
| Colombia           | 1998               | 8  | 7  | 1 | 0  | 39 | 4  | +35 | CONMEBOL       |
| Costa Rica         | 2000               | 4  | 4  | 0 | 0  | 14 | 1  | +13 | CONCACAF       |
| Danimarca          | 2007               | 5  | 3  | 1 | 1  | 7  | 5  | +2  | UEFA           |
| Ecuador            | 1995               | 5  | 5  | 0 | 0  | 45 | 2  | +43 | CONMEBOL       |
| Inghilterra        | 2012               | 1  | 0  | 0 | 1  | 0  | 1  | −1  | UEFA           |
| Guinea Equatoriale | 2011               | 1  | 1  | 0 | 0  | 3  | 0  | +3  | CAF            |
| Finlandia          | 1999               | 1  | 1  | 0 | 0  | 3  | 1  | +2  | UEFA           |
| Francia            | 2003               | 6  | 0  | 4 | 2  | 5  | 8  | −3  | UEFA           |
| Germania           | 1995               | 11 | 1  | 4 | 6  | 12 | 25 | −13 | UEFA           |
| Ghana              | 2008               | 1  | 1  | 0 | 0  | 5  | 1  | +4  | CAF            |
| Grecia             | 2004               | 1  | 1  | 0 | 0  | 7  | 0  | +7  | UEFA           |
| Haiti              | 2003               | 1  | 1  | 0 | 0  | 5  | 0  | +5  | CONCACAF       |
| Italia             | 1999               | 3  | 3  | 0 | 0  | 9  | 2  | +7  | UEFA           |
| Giamaica           | 2007               | 1  | 1  | 0 | 0  | 5  | 0  | +5  | CONCACAF       |
| Giappone           | 1991               | 8  | 3  | 1 | 4  | 8  | 11 | −3  | AFC            |
| Messico            | 1998               | 11 | 10 | 0 | 1  | 48 | 7  | +41 | CONCACAF       |
| Paesi Bassi        | 1988               | 4  | 3  | 1 | 0  | 7  | 4  | +3  | UEFA           |
| Nuova Zelanda      | 2007               | 8  | 4  | 3 | 2  | 14 | 4  | +10 | OFC            |
| Nigeria            | 1999               | 2  | 2  | 0 | 0  | 7  | 4  | +3  | AFC            |
| Corea del Nord     | 2008               | 1  | 1  | 0 | 0  | 2  | 1  | +1  | AFC            |
| Norvegia           | 1988               | 8  | 4  | 2 | 2  | 14 | 9  | +5  | UEFA           |
| Paraguay           | 2006               | 4  | 4  | 0 | 0  | 17 | 2  | +15 | CONMEBOL       |
| Perù               | 1998               | 3  | 3  | 0 | 0  | 20 | 0  | +20 | CONMEBOL       |
| Portogallo         | 2012               | 2  | 2  | 0 | 0  | 7  | 1  | +6  | UEFA           |
| Russia             | 1996               | 3  | 2  | 1 | 0  | 9  | 2  | +7  | UEFA           |
| Scozia             | 1996               | 4  | 4  | 0 | 0  | 21 | 2  | +19 | UEFA           |
| Corea del Sud      | 1999               | 4  | 3  | 0 | 1  | 10 | 3  | +7  | AFC            |
| Spagna             | 2015               | 1  | 1  | 0 | 0  | 1  | 0  | +1  | UEFA           |
| Svezia             | 1991               | 9  | 5  | 1 | 3  | 14 | 9  | +5  | UEFA           |
| Svizzera           | 2015               | 1  | 1  | 0 | 0  | 4  | 1  | +3  | UEFA           |
| Thailandia         | 1988               | 1  | 1  | 0 | 0  | 9  | 0  | +9  | CAF            |
| Trinidad e Tobago  | 2000               | 2  | 2  | 0 | 0  | 22 | 0  | +22 | CONCACAF       |
| Ucraina            | 1996               | 1  | 1  | 0 | 0  | 7  | 0  | +7  | UEFA           |
| Uruguay            | 2006               | 3  | 2  | 1 | 0  | 14 | 0  | +14 | CONMEBOL       |
| Stati Uniti        | 1986               | 34 | 3  | 5 | 26 | 23 | 75 | −52 | CONCACAF       |
| Venezuela          | 1991               | 6  | 6  | 0 | 0  | 37 | 0  | +37 | CONMEBOL       |